# Echium acanthocarpum
Echium acanthocarpum är en strävbladig växtart som beskrevs av Eric R.Svensson Sventenius. Echium acanthocarpum ingår i släktet snokörter, och familjen strävbladiga växter. Inga underarter finns listade i Catalogue of Life.

## Bildgalleri

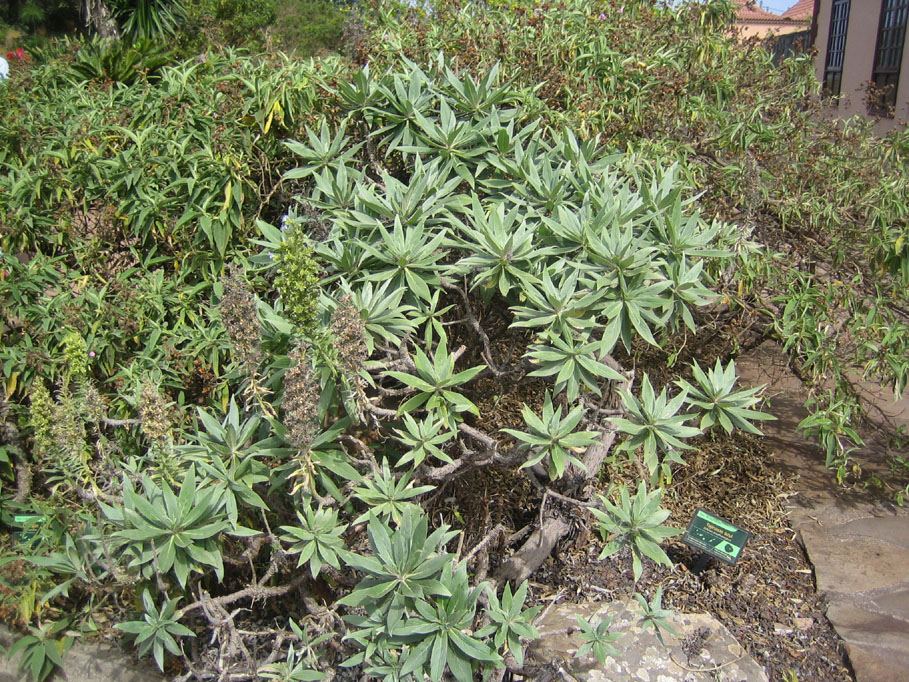